# Sequoyah
Sequoyah (circa 1767–1843) a fost un argintar din populația amerindiană cherokee care în 1821 a creat, singur, alfabetul cherokee (mai exact, silabarul cherokee). Este pentru prima oară în istoria consemnată când un analfabet a creat un sistem de scriere. Prin această invenție el a făcut posibil scrisul și cititul în limba cherokee.
De asemenea, după moartea sa, arborele Sequoia (Arborele Mamut), cel mai mare de pe planetă, a fost denumit după el.

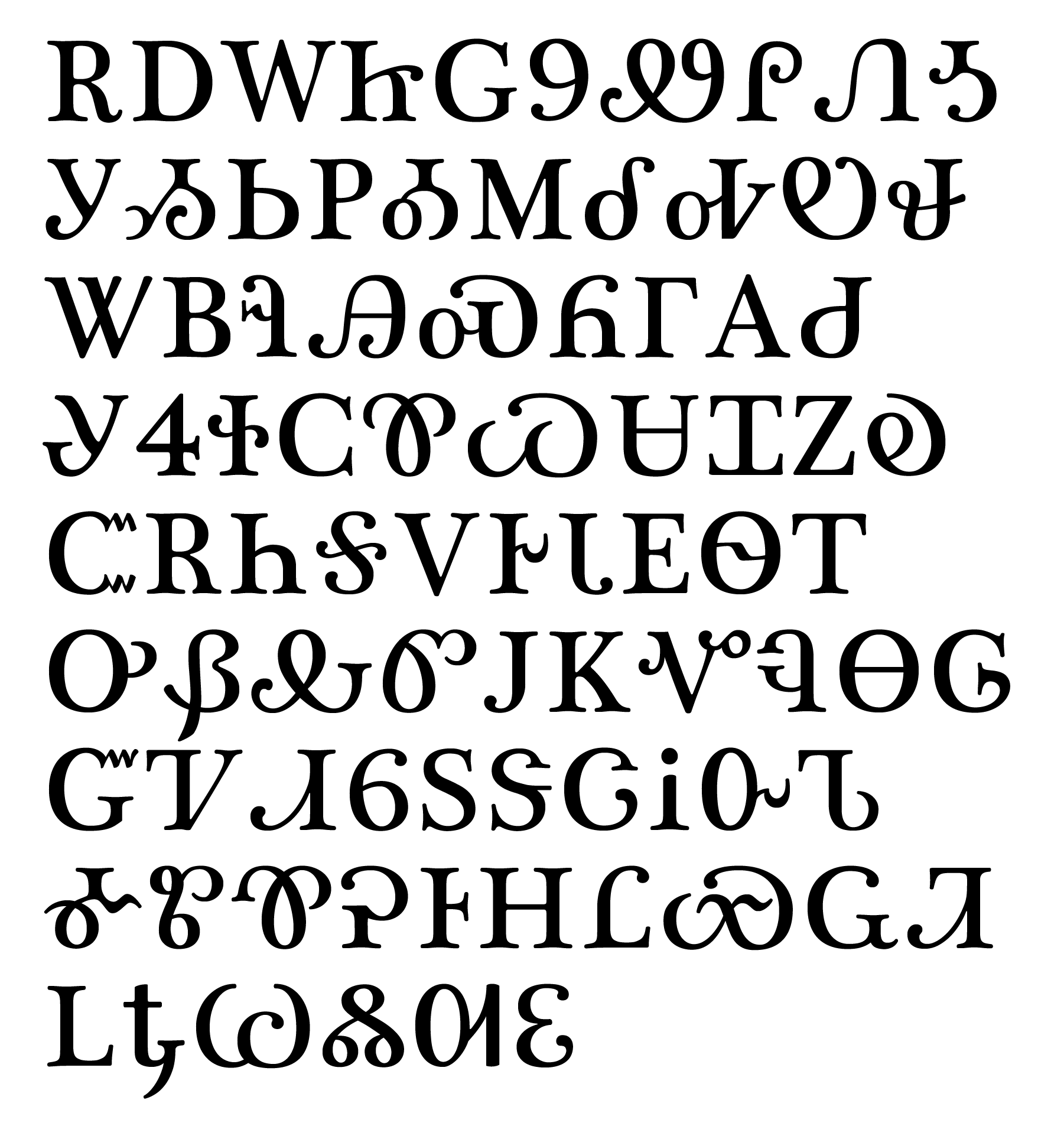
Silabarul creat de Sequoyah
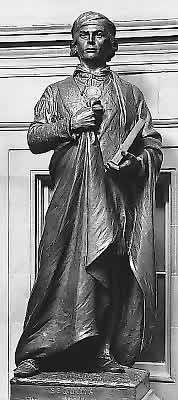
Statuia lui Sequoyah din Washington, D.C.